# Gert Kossatz
Gert Kossatz (* 14. April 1929 in Dresden; † 26. Mai 2013 in Murnau am Staffelsee) war ein deutscher Ingenieur und Hochschullehrer für Holz- und Faserstofftechnik. 

## Leben
Gert Kossatz absolvierte nach seinem Abitur zunächst eine Lehre als Möbeltischler. Nach deren Abschluss 1949 studierte er an der  Technischen Hochschule Dresden Industriebau und schloss 1955 sein Studium als Diplomingenieur ab. Von 1955 bis 1960 war er wissenschaftlicher Assistent und Lehrbeauftragter am Institut für Holz- und Faserstofftechnik der Technischen Hochschule Dresden. 1957 legte er seine Promotion an der Fakultät für Bauwesen ab und arbeitete im Anschluss als Fachgruppenleiter am Institut für Baustoffe der Deutschen Bauakademie Berlin. Außerdem war er als beratender Ingenieur für Leichtbauweise und Bauphysik für die Holz- und Baustoffindustrie tätig und verfasste mehrere Fachbücher und Lehrbriefe zum Thema Holzbau.
1969 habilitierte er an der Fakultät für Maschinenwesen der Technischen Universität Dresden. 1974  wurde er Leiter des Wilhelm-Klauditz-Institutes in Braunschweig (Fraunhofer-Institut für Holzforschung) und übernahm zugleich eine Professur an der Universität Karlsruhe. Außerdem war er zeitweise Honorarprofessor an der Technischen Universität Braunschweig. 1986 wurde er zum Mitglied der International Academy of Wood Science gewählt. Am 31. März 1989 schied er aus dem Institut aus und ging in den Ruhestand. Am 7. Juni 1991 wurde ihm das Bundesverdienstkreuz am Bande verliehen.

## Werke
- Die Kunst der Intarsia, Verlag der Kunst Dresden, 1954
- Holzverarbeitende  Industriebetriebe in baulicher und betriebstechnischer Hinsicht, o. O., 1957
- Pyro-Astik-Schallschluckformkörper – Forschungsbericht, in: Deutsche Bau-Enzyklopädie, Verlag für Bauwesen, Berlin 1964
- Betriebseinrichtung: Entwurfslehre für Projektierung u. Rekonstruktion, Verlag der Technik, Berlin, 1964
- Betriebseinrichtung: Entwurfsgrundlagen für Projektierung und Rekonstruktion, Institut für Fachschulwesen der DDR, Karl-Marx-Stadt, 1965
- Betriebseinrichtung: Maschinenaufstellung und Lagerung, Institut für Fachschulwesen der DDR, Karl-Marx-Stadt 1965
- Betriebseinrichtung: Fördereinrichtungen, Institut für Fachschulwesen der DDR, Karl-Marx-Stadt, 1965
- Verbundelemente der Kombination Metall-Gips-Glasfasern-Plaste-Papier, Technische Universität Dresden – Fakultät für Maschinenwesen (Habil.), Dresden, 1969